# Greatest Hits (Nazareth)
Greatest Hits je první kompilací skotské rockové skupiny Nazareth. Album vyšlo v zaří 1975 pod značkou Vertigo Records (ve Spojeném království), A&M Records (v USA). Krom nejhranějších skladeb z 3 – 6 LP na tomto albu vyšla A strana singlu Love Hurts (nahrána 8.11.1974), která na řadovém LP Hair of the Dog v Evropě nevyšla. Dále byly zařazeny novinky jako Holy Roller (A strana singlu z 1975) a převzatá a upravená My White Bicycle natočena sice na konci 1974, ale vydaná (dle dostupných informací) na jaře 1975 na singlu.

## Seznam skladeb
1. Razamanaz Agnew, Charlton, McCafferty, Sweet 3:52
2. Holy Roller Agnew, Charlton, McCafferty, Sweet 3:22
3. Shanghai´d in Shanghai Agnew, Charlton, McCafferty, Sweet 3:33
4. Love Hurts Boudleaux Bryant 3:35
5. Turn On Your Receiver Agnew, Charlton, McCafferty, Sweet 3:19
6. Bad Bad Boy Agnew, Charlton, McCafferty, Sweet 3:55
7. This Flight Tonight Mitchell 3:24
8. Broken Down Angel Agnew, Charlton, McCafferty, Sweet 3:45
9. Hair of the Dog Agnew, Charlton, McCafferty, Sweet 4:10
10. Sunshine Agnew, Charlton, McCafferty, Sweet 4:13
11. My White Bicycle Keith Hopkins West, Ken Burgess 3:23
12. Woke Up This Morning Agnew, Charlton, McCafferty, Sweet 3:53

## Sestava
- Dan McCafferty – zpěv
- Darrell Sweet – bicí, perkuse, doprovodný zpěv
- Pete Agnew – baskytara, doprovodný zpěv
- Manny Charlton – sólová a akustická kytara, doprovodný zpěv